# Арутюнян, Артуш Татевосович
Артуш Татевосович Арутюнян (арм. Արտուշ Թադևոսի Հարությունյան, 8 июня 1942, с. Гетк, Армянская ССР —  4 декабря 2012, Ереван, Республика Армения) — советский военачальник, армянский военный деятель, генерал-майор (1989). Почётный гражданин города Гориса.

## Биография
Родился в приграничном с Турцией селе Гетк (Дахарлу) Ахурянского (Дузкендского) района Армянской ССР (ныне село Ширакской области Республики Армения) в семье крестьянина, где был шестым, самым младшим ребенком. В возрасте 2-х лет остался без отца. Учился в средней школе села Ахурик Ахурянского района. 10-й класс закончил в средней школе № 44 города Еревана в 1960 году и после окончания школы в течение года работал токарем на Ереванском компрессорном заводе.
В 1961 году поступил в Бакинское высшее общевойсковое командное училище имени Верховного Совета Азербайджанской ССР, окончив которое в 1965 году, был направлен в распоряжение командующего Туркестанского военного округа.
С сентября 1965 по январь 1966 года — командир мотострелкового взвода 374-го мотострелкового полка 78-й танковой дивизии.
С января 1966 по ноябрь 1968 года — командир учебного взвода 372-го гвардейского учебного полка 80-й гвардейской учебной мотострелковой дивизии, а с ноября 1968 года — командир учебной роты той же дивизии.
С июня 1970 года — командир роты курсантов Алма-Атинского высшего общевойскового командного училища.
В июле 1973 года назначен командиром 3-го мотострелкового батальона 860-го отдельного мотострелкового Псковского полка 17-го армейского корпуса Среднеазиатского военного округа (город Ош, Киргизская ССР).
В июне 1974 года поступил на заочное отделение военной академии им. Фрунзе, которую окончил в 1978 году.

### Участие вАфганской войне

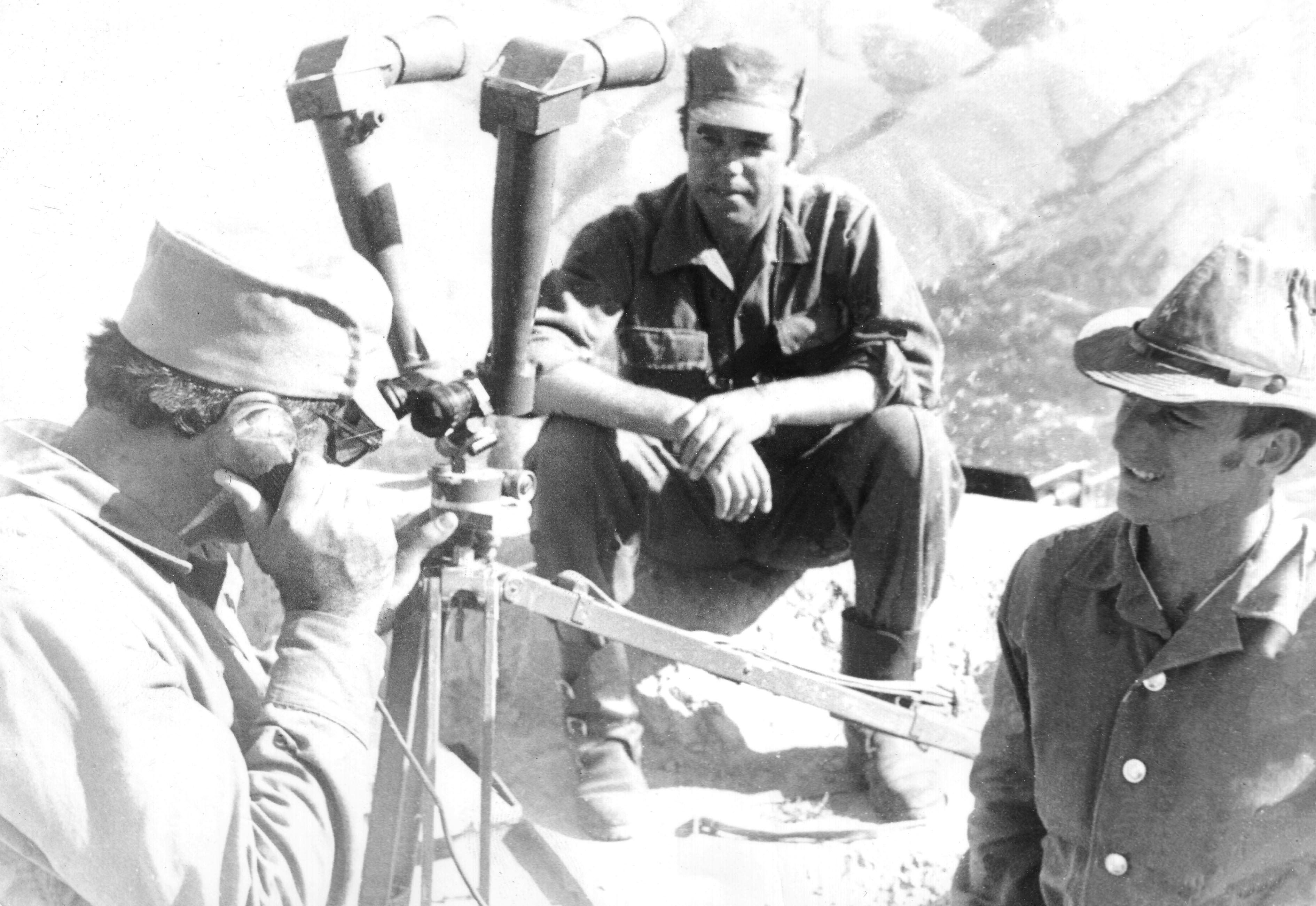
Подполковник А.Т. Арутюнян руководит Сангидузданской операцией. Провинция Бадахшан, Афганистан, июнь 1980 г.

В январе 1977 года был назначен заместителем командира 860-го отдельного мотострелкового полка, который в январе 1980 года был введён в Афганистан и размещён в провинции Бадахшан. В декабре 1979 года Арутюняну присвоено воинское звание подполковник. С февраля 1980 года — исполняющий обязанности командира 860-го отдельного мотострелкового полка, а с декабря 1980 по ноябрь 1982 года — командир того же полка. В 1982 году досрочно присвоено воинское звание полковник.

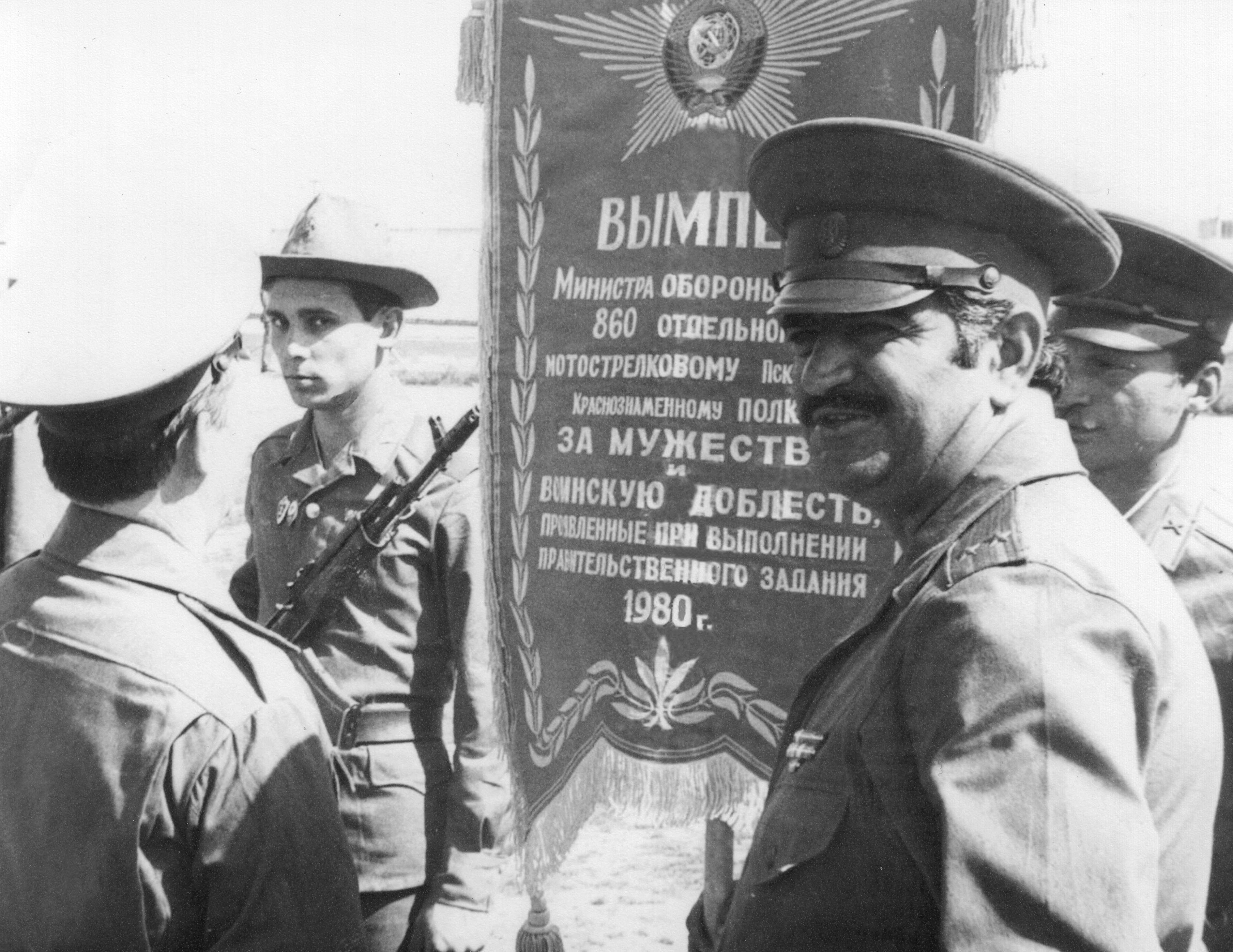
Командир 860-го отдельного мотострелкового Псковского Краснознаменного полка подполковник А.Т. Арутюнян. Файзабад, 1981 г.

За успешное выполнение заданий высшего командования Вооружённых Сил СССР при вводе полка в Афганистан и за время несения боевой службы в Афганистане Артуш Арутюнян был награждён орденами Ленина, Красного Знамени и орденом «Звезда» III степени Демократической Республики Афганистан.
С декабря 1982 по май 1983 года — командир 28-го гвардейского мотострелкового полка 10-й гвардейской мотострелковой дивизии 31-го армейского корпуса Закавказского военного округа (город Вале, Грузинская ССР).
С мая 1983 по март 1986 года — заместитель командира 147-й мотострелковой дивизии 31-го армейского корпуса Закавказского военного округа (город Ахалкалаки, Грузинская ССР).
С 1986 по 1991 год — военный комиссар Армянской ССР. В 1989 году постановлением Совета Министров СССР Артушу Арутюняну было присвоено воинское звание генерал-майор.

### Участие в Карабахской войне

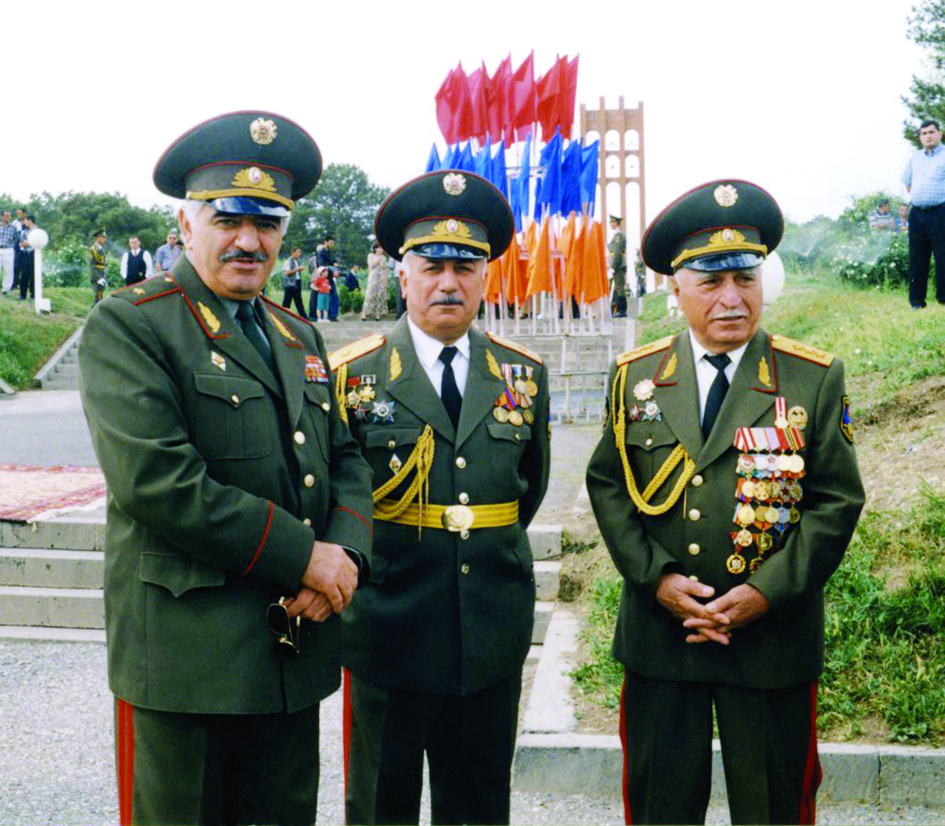
Генерал-майор А.Т. Арутюнян, генерал-майор С.В. Мирзоян и генерал-полковник Г.А. Далибалтаян. 28 мая, Сардарапат

В декабре 1991 года после распада Советского Союза и начала Первой карабахской войны генерал-майор А. Арутюнян был назначен первым заместителем Министра обороны Республики Армения. В 1992—1993 годах генерал-майор командовал армянскими войсками соответственно Мардакертского, Гадрутского и Юго-Восточного (Лачинский коридор и Горисский район) оперативного направлений.
За умелое командование войсками и мужество, проявленные при защите Нагорного Карабаха, генерал-майор А. Арутюнян был награждён орденом «Боевой крест» II степени Нагорно-Карабахской Республики, а также другими правительственными и ведомственными медалями.
За умелое командование войсками Юго-Восточного направления и успешную организацию обороны Горисского района генерал-майору А. Арутюняну было присвоено звание почётного гражданина города Гориса.
В сентябре 1993 года назначен начальником Главного организационно-мобилизационного управления Главного штаба, заместителем начальника Главного штаба Вооружённых Сил Республики Армения.
В 1996 году генерал-майор А. Арутюнян вновь назначается на должность военного комиссара Республики Армения, на которой он прослужил до 2007 года.
С 2007 по 2012 год А. Арутюнян являлся членом Комиссии высшего офицерского состава при Министре обороны Республики Армения.
Умер 4 декабря 2012 года в городе Ереване. Похоронен в городском Пантеоне Еревана.

## Награды
Государственные награды СССР:
- орден Ленина;
- орден Красного Знамени.

Государственные награды Нагорно-Карабахской Республики:
- орден «Боевой Крест» II степени.

Государственные награды Демократической Республики Афганистан:
- орден «Звезда» III степени.

23 государственные медали разных стран.

## Память
В честь генерал-майор Артуша Арутюняна названа средняя школа в его родном селе Гетк (Республика Армения).